# 12e régiment d'infanterie provisoire
Pour les articles homonymes, voir 12e régiment.
Le 12e régiment d'infanterie provisoire est un régiment d'infanterie français créé en 1871 devenu en 1872 le 112e régiment d'infanterie de ligne.

## Création et différentes dénominations
- 18 avril 1871 : création du 3e régiment bis d'infanterie provisoire
- 17 mai 1871 : prend le nom de 12e régiment d'infanterie provisoire
- 4 avril 1872 : prend la dénomination de 112e régiment d'infanterie de ligne

## Colonel
- 1871 : Louis Alexandre Alfred Hochstetter[1],[2]

## Historique des garnisons, combats et batailles

### Création
Lorsque les préliminaires de paix furent signés, les soldats prisonniers de guerre commencèrent à rentrer d'Allemagne. Le ministre de la guerre, Adolphe Le Flô, prescrivit d'abord qu'ils devaient être dirigés sur les dépôts des corps auxquels ils appartenaient, mais cette disposition,
qui avait déjà reçu un commencement d’exécution, fut tout à coup changée par suite de l'insurrection qui éclata à Paris.
Plusieurs villes furent alors désignées comme lieux de rassemblement pour les troupes de l'arme de l'infanterie. Les officiers et les soldats rentrant de captivité y furent dirigés en toute hâte pour y être constitués immédiatement en régiments provisoires qui, embrigadés et endivisionnés, devaient se porter de suite au secours du gouvernement.
Cambrai fut une des villes désignées. Une première division, sous les ordres du général Clinchant, fut formée et composée de régiments qui prirent les numéros de 1er, 2e, 3e et 4e régiment provisoire. Cette division constituée fut dirigée sur Versailles le 18 avril.
En même temps, le général Clinchant fit procéder à la formation d'une nouvelle division avec les éléments qui restaient à Cambrai, et avec lesquels on constitua immédiatement les cadres de quatre nouveaux régiments, qui prirent la désignation de 1er, 2e, 3e et 4e régiment bis provisoire.
Le 3e régiment bis provisoire est constitué le 18 avril 1871, à 3 bataillon, sous le commandement du colonel Hochstetter venant du 75e régiment d'infanterie de ligne.
Le gouvernement allemand ayant arrêté le rapatriement des prisonniers de guerre dans les premiers jours du mois de mai, la formation des régiments se trouva retardée, et le 16 mai le général de Lartigue arriva à Cambrai avec les cadres de quatre régiments qui avaient commencé leur formation à Cherbourg (7e, 8e, 9e et 10e bis provisoires).
Un ordre général du 17 mai prescrivit le remaniement complet des régiments en formation. Le 4e bis et le 10e bis furent licenciés. Les six régiments conservés prirent les désignations suivantes :
- Le 7e bis devint 7e provisoire
- Le 8e bis devint 8e provisoire
- Le 9e bis devint 9e provisoire
- Le 1er bis devint 10e provisoire
- Le 2e bis devint 11e provisoire
- Le « 3e bis devint 12e provisoire »

Les 11e et « 12e régiments provisoires » formèrent la 3e brigade, sous les ordres du général Louis Deplanque.
Lorsque les premières troupes de l'armée de Versailles entrèrent dans Paris, le gouvernement allemand fit reprendre le rapatriement des prisonniers, suspendu depuis six semaines, et à la date du 1er juin, le ministre de la guerre décida que l'organisation des six régiments en voie de formation à Cambrai serait continuée, et que les trois brigades ainsi formées seraient dirigées sur Toulon, au fur et à mesure de leur organisation, et embarquées pour l'Algérie. Les deux premières brigades furent désignées pour la province de Constantine, la 3e (11e et « 12e provisoires ») pour celle d'Alger.
Le régiment commença à recevoir des soldats rentrant de captivité à partir du 8 juin, et le 16 il était complètement habillé, équipé et armé. Le régiment reçut alors l'ordre de se tenir prêt à partir pour Toulon aussitôt que le matériel du chemin de fer serait arrivé à Cambrai en quantité suffisante pour son effectif.

### Campagne d'Algérie
Le 26 juin 1871, le régiment part de Cambrai par voies ferrées. Chaque bataillon occupe un train, et arrive à Toulon le 28. Le même jour le 1er bataillon s'embarque sur la frégate la Corrèze, et débarque à Alger le 30 juin. Les 2e et 3e bataillon s'embarquent le 29, à bord de l'Entreprenante, et à leur arrivée à Alger, le 2 juillet, ils vont rejoindre le 1er bataillon, qui depuis son arrivée est campé à 3 kilomètres est d'Alger, entre Mustapha supérieur et Mustapha inférieur.
Dès son arrivée, le régiment fut désigné pour faire partie de la colonne du général Lallemand, qui opérait en Kabylie. Le 1er bataillon partit le 4 juillet pour Fort-Napoléon, où il arriva le 10. L'état-major et les
deux autres bataillons, sous les ordres du général Deplanque, quittèrent Alger le 6 juillet et arrivèrent à Fort-Napoléon le 12. Le dépôt du corps resta à Alger
jusqu'au 9 août, date à laquelle il fut transféré à Dellys. A son arrivée à Fort-Napoléon, le régiment est campé en dehors de l'enceinte du fort, sur le terrain en avant de la porte d'Alger. D’après un ordre émanant du général Lallemand, en date du 13 juillet, le 12e provisoire en entier fut appelé à faire partie d'une colonne expéditionnaire dont le commandement était donné au général Deplanque.

Le 22 juillet, dans le cadre de la révolte de Mokrani, la colonne quitta son campement pour aller prendre position au Souk-es-Sebt, des Beni-Yahia, où elle resta jusqu'au 11 août. La 2e et la 3e compagnie du 1er bataillon avaient quitté la colonne le 1er août, par ordre du général commandant la division d'Alger, pour aller tenir garnison à Fort-Napoléon. Le 11 août la colonne arriva au Souk-el-Khamis (tribu des Illoulas-ou-Malou), séparé de la tribu des Beni-Hidgers par le petit Sahel, et prit position un peu en arrière des crêtes, vis-à-vis des villages insoumis de Taourirt, Takouch, Aït-Oussen, Aït-Kirkleuf, Aït-Salah et Sorah. Dans la nuit du 12 au 13 août, les Kabyles descendirent de Taourirt et essayèrent de surprendre les sentinelles avancées de la grand'garde du 3e bataillon. Après avoir tiré une vingtaine de coups de fusil, convaincus que la colonne faisait bonne garde, ils se retirèrent presque aussitôt en poussant leurs cris habituels et sans avoir atteint personne. Le 13 août, une colonne, sous les ordres du colonel Hochstetter,, fut réunie pour aller prendre position en avant du village d'Ighil Igueltoumène et face à Taourirt et à Takoucht. 
Le 16 août le régiment qui campais chez les Beni Illoula Oumalou, déclenche le combat de Taourirt qui se termine par la prise et l'incendie du village,. 
Une décision ministérielle, en date du 24 juillet 1871, prescrivit que les vingt régiments provisoires conserveraient leur dénomination et leur organisation actuelles et qu'ils auraient, quant à présent, trois bataillons de six compagnies.
Le 5 septembre, les différentes colonnes quittent le camp du Soukel-Khamis, des Illoula Oumalou, pour se rendre à Djemâa Saharidj, avant d'en repartir le 12 septembre pour aller achever la soumission des Beni Ghobri et des Beni Zekri, qui opposaient encore de la force d'inertie au paiement de l'impôt et à la reddition des armes. Après avoir reçu les armes la colonne quitte son campement le 20 septembre, et se dirige sur Dellys ou elle arrive le 24 octobre.
Fin novembre 1871, la moitié du régiment est dirigée de Fort National à Tizi Ouzou pour participer à l'établissement du camp du Djebel Belloua, ou il reste en garnison.
Par décret du 4 avril 1872, les régiments provisoires deviennent définitifs et sont formés à quatre bataillons. Le « 12e régiment provisoire » prend alors le nom de 112e régiment d'infanterie de ligne.